# Краснокутский, Семён Григорьевич
Семён Григо́рьевич Красноку́тский (1787 или 1788 — 1840) — действительный статский советник, обер-прокурор в 1-м отделении 3-го департамента Сената, декабрист.

## Семья
Родился в дворянской семье дворян Киевской губернии. Отец — Григорий Иванович Краснокутский (? — 23.12.1813), статский советник, губернский прокурор Киевской губернии; мать — Софья Степановна, урождённая Томара. Имел братьев и сестру: Александр — генерал-майор в отставке; Николай — майор; Надежда, в замужестве Лукашевич.

## Военная карьера
С 1 сентября 1798 года воспитывался в 1-м кадетском корпусе; 15 ноября 1802 года был произведён в унтер-офицеры. По окончании кадетского корпуса 7 сентября 1805 года в звании прапорщик был направлен в Семёновский лейб-гвардии полк.
Участвовал в кампании 1807 года. За битву при Фридланде награждён золотой шпагой за храбрость; 17 августа 1807 года произведён в подпоручики, 26 января 1809 года — в поручики. С 1 мая 1811 года — штабс-капитан.
Во время Отечественной войны 1812 года участвовал в битвах за Бородино, Тарутино, Малоярославец. В заграничных походах участвовал в битвах за Лютцен, Бауцен, Кульм, Лейпциг, Париж.
В звании капитан с 23 сентября 1813 года, полковник с 13 января 1816 года. Со 2 марта 1816 года командовал Олонецким пехотным полком; 25 ноября 1821 года уволен от службы в звании генерал-майора.
С 26 января 1822 года был обер-прокурором в 4-м департаменте Сената, в чине действительного статского советника. С 11 июня 1823 года — обер-прокурор в 1-м отделении 5-го департамента Сената.
В 1817 году был принят в Союз благоденствия и Южное общество. Участвовал в подготовке восстания на Сенатской площади. С 1819 года входил в масонскую ложу «Елизаветы к добродетели» в Санкт-Петербурге.
Был арестован в Санкт-Петербурге 27 декабря 1825 года. Доставлен в Петропавловскую крепость, содержался «не арестованным» на офицерской квартире. В крепости заболел тяжелым ревматизмом ног, с трудом передвигался. Был осужден по VIII разряду; 10 июля 1826 года приговорён к ссылке на поселение сроком на 20 лет.

## Ссылка
25 июля 1826 года отправлен с фельдъегерем в Верхоянск Якутской области. Однако, место ссылки было изменено сначала на Якутск, а затем на Витим. Первым из декабристов прибыл в Витим в конце декабря 1826 года. Был самым старшим из декабристов, живших в Якутии. По просьбе родственников указом от 31 января 1827 года переведён из Витима в Минусинск, куда прибыл осенью 1827 года.
В 1831 году, 9 июля, получил разрешение выехать на лечение ревматизма на Туркинские минеральные воды и 19 сентября приехал в Красноярск, где и остался из-за паралича ног.
По ходатайству сестры — Надежды Григорьевны Лукашевич — 26 ноября 1837 года Краснокутскому разрешили переехать в Тобольск. Выехал из Красноярска 8 июня 1838 года. Прибыл в Тобольск 7 июля 1838 года. Родственники неоднократно просили перевести Краснокутского на лечение на Кавказ, но все просьбы были отклонены.
Умер в Тобольске 3 (15) февраля 1840 года. Похоронен на Завальном кладбище.